# إنريكي مونتانو
إنريكي مونتانو (بالإنجليزية: Enrique Montano)‏ (25 مايو 1993 في الولايات المتحدة - ) هو لاعب كرة قدم أمريكي في مركز الدفاع. لعب مع لويسفيل سيتي.

## وصلات خارجية
- إنريكي مونتانو على موقع قاعدة بيانات كرة القدم.إي يو (الإنجليزية)
- إنريكي مونتانو على موقع Soccerway.com (الإنجليزية)